# 基比茨赖厄
基比茨赖厄是德国石勒苏益格－荷尔斯泰因州的一个市镇。总面积8.70平方公里，总人口2187人，其中男性1076人，女性1111人（2011年12月31日），人口密度251人/平方公里。